# Ивановское сельское поселение (Москаленский район)
Ивановское се́льское поселе́ние — муниципальное образование в Москаленском районе Омской области Российской Федерации.
Административный центр — деревня Ивановка.

## История
В 1999 году Ивановская сельская администрация присоединена к Ильичёвской, в 2004-м выведена.
Статус и границы сельского поселения установлены Законом Омской области от 30 июля 2004 года № 548-ОЗ «О границах и статусе муниципальных образований Омской области».

## Население
| 2010  | 2011  | 2012  | 2013  | 2014  | 2015  |
| ----- | ----- | ----- | ----- | ----- | ----- |
| 1100  | ↘1098 | ↘1077 | ↘1046 | ↘1037 | ↗1041 |
| 2016  | 2017  | 2018  | 2019  | 2020  | 2021  |
| →1041 | ↗1051 | ↗1058 | ↘1025 | ↘1015 | ↘853  |
| 2023  |       |       |       |       |       |
| ↘823  |       |       |       |       |       |

Гендерный состав
По данным Всероссийской переписи населения 2010 года в гендерной структуре населения из 1100 человек мужчин — 522, женщин — 578	(47,5 и 52,5 % соответственно)

## Состав сельского поселения
| № | Населённый пункт | Тип населённого пункта          | Население |
| - | ---------------- | ------------------------------- | --------- |
| 1 | Ивановка         | деревня, административный центр | ↗795      |
| 2 | Рябинка          | деревня                         | 36        |
| 3 | Спартак          | деревня                         | ↗269      |